# High School Musical (àlbum)
La banda sonora de la pel·lícula High School Musical (Disney Channel) va llançar-se als Estats Units el 10 de gener de 2006. Va ser l'àlbum més venut del 2006, va debutar en el lloc #143 del Billboard 200, venent 6.469 còpies durant la seva primera setmana de venda.
L'àlbum va ser molt reeixit, tant que va arribar fins al primer lloc del Billboard a principis i a finals de març de 2006. També ha tingut especial èxit en les llistes llatinoamericanes. Ha estat certificat quatre vegades Platí als Estats Units; Doble Platí a l'Argentina, Platí a Mèxic, i Or a Xile i Colòmbia. L'àlbum també ha arribat al primer lloc dels àlbums Best Sellers d'ITunes i a Amazon.com.
L'àlbum va tenir cinc cançons entre les 10 més venudes d'iTunes, i 5 en les millors 40 del Billboard Hot 100. El CD de High School Musical és a més la primera banda sonora de TV en posicionar-se en el primer lloc del Billboard, després de Miami Vice (Corrupción en Miami).
Walt Disney Records va llançar el 23 de maig de 2006 una versió especial de dos CD amb totes les cançons i la seva corresponent versió karaoke instrumental.

## Dades
- La banda sonora es va fer a Austràlia, obtenint el primer lloc en vendes en l'ÀRIA d'Austràlia[4]
- El CD de la pel·lícula va ser llançat el 10 de gener de 2006 i va debutar als EUA en el lloc 143 dels 200 àlbums més venuts (Billboard 200), venent 6469 còpies en la seva primera setmana. En la tercera setmana, en les estadístiques de l'11 de febrer de 2006 va pujar al lloc 10 i després va seguir pujant dues vegades seguides (l'1 i 22 de març i ja havia venut 3,5 milions de còpies. A més d'aquestes còpies, més de 2,4 milions van ser venudes en juny de 2006; va ser reconegut amb un triple platí per part de la RIAA.
- Va haver-hi cançons de HSM en el Top 100 dels més venuts d'iTunes, incloses 5 en el Top 10. En el Billboard Hot 100 de l'11 de febrer de 2006 va haver-hi 9 cançons del soundtrack de la pel·lícula. I! Entertainment va catalogar High School Musical com el disc de l'any.
- El single Breaking Free va passar del lloc 86 al lloc 4 en solament una setmana, creant un rècord històric en el Hot 100 Billboard.
- Des del seu llançament, sis dels seus singles han arribat a or (500.000) als Estats Units.
- En Llatinoamèrica la banda sonora, va incloure una versió de What I've Been Looking For titulada Eres Tu cantada per Belanova.
- El single Breaking Free, debuto en la llista Oficial de Singles d'UK en el lloc #45 el 24 de setembre del 2006 (sense haver-se estrenat la pel·lícula en Disney Channel UK) i va aconseguir pujar fins al #9 la setmana següent, el seu següent lloc va ser el #14.
- A Espanya la Banda Sonora de High School Musical va sortir a la venda la setmana 38/2006 i va debutar en la llista AFYVE en el lloc #44, la setmana següent després de l'estrena del film en Disney Channel va pujar fins al #29, i la tercera setmana aconsegueix arribar fins al #13
- La banda sonora de High School Musical fou disc de platí a Mèxic i Brasil. Cadascun d'aquests països ja supera la quantitat de còpies venudes per a la certificació de disc de platí, registrant actualment: Més de 100.000 còpies venudes per a Mèxic i Més de 60.000 còpies venudes per a Brasil. A més, Veneçuela i Centreamèrica se sumen als rècords de High School Musical arribant a ser aquesta setmana el disc d'or, a més de Colòmbia i Xile que ja van registrar també disc d'or. En Argentina va arribar el doble platí, amb més de 80.000 còpies venudes, encaminant-lo com el CD més venut de l'any.

## Llista de cançons
| #  | Nom                                   | Cantants                           | Duració |
| -- | ------------------------------------- | ---------------------------------- | ------- |
| 1  | Start of Something New                | Vanessa Hudgens i Zac Efron        | 3:16    |
| 2  | Get'cha Head in the Game              | Zac Efron i els Linxs              | 2:27    |
| 3  | What I've Been Looking For            | Ashley Tisdale i Lucas Grabeel     | 2:03    |
| 4  | What I've Been Looking For (Reprise)  | Vanessa Hudgens i Zac Efron        | 1:19    |
| 5  | Stick to the Status Quo               | Repartiment de High School Musical | 4:28    |
| 6  | When There Was Me and You             | Vanessa Hudgens                    | 3:00    |
| 7  | Bop to the Top                        | Ashley Tisdale i Lucas Grabeel     | 1:47    |
| 8  | Breaking Free                         | Vanessa Hudgens i Zac Efron        | 3:27    |
| 9  | We're All in This Together            | Repartiment de High School Musical | 3:51    |
| 10 | Ets Tú                                | Belanova                           | 2:30    |
| 11 | Get'cha Head in the Game (Versió Pop) | B5                                 | 2:43    |
| 12 | Start of Something New (Karaoke)      |                                    | 3:16    |
| 10 | Breaking Free (Karaoke)               |                                    | 3:27    |

## Cançons en la pel·lícula
- Start of Something New: Troy (Zac Efron, menys quan canta que llavors és la veu de Drew Seleey) i Gabriella (Vanessa Anne Hudgens) són cridats a l'atzar durant la festa de vespres d'Any Nou a cantar aquesta cançó, que els duu a conèixer-se i que aquest podria ser "el començament d'alguna cosa nou".
- Get'cha Head in the Game: Cantada per Troy i la resta dels Linxs durant una de les pràctiques, el focus de la cançó és que tots necessiten "concentrar-se en el joc". Mentre canta, Troy contempla la possibilitat de audicionar juntament amb Gabriella para el musical d'hivern.
- What I've Been Looking for: Aquesta modificació accelerada de la peça original per a l'audició és cantada per Sharpay (Ashley Tisdale) i Ryan (Lucas Grabeel).
- What I've Been Looking for [Represa]: Creient que era ja massa tarda per a entrar en el musical d'hivern, Troy i Gabriella canten la cançó "de la manera en la qual se suposa que ha de sonar".
- Stick to the Status Quo: Quan tota l'escola s'assabenta que Troy i Gabriella estan competint per l'audició del musical d'hivern, alguns dels altres estudiants "confessen" els seus propis secrets i interessos no estereotípics.
- When There Was Me and You: Després de pensar malament de Troy, Gabriella diu: "vaig pensar que també ho senties, quan érem tu i jo."
- Bop to the Top: L'elecció de Sharpay i Ryan, on expressen l'ambició del duo de sempre ser els millors i "arribar al cim".
- Breaking Free: Troy i Gabriella participen en l'audició, on expressen el seu desig d'"alliberar-se dels llocs" o obligacions que els altres els han imposat.
- We're All in This Together: Aquesta cançó final de la pel·lícula amb Troy, Gabriella, Ryan i Sharpay demostra que qualsevol se sent molt més forta quan estan "en això, tots junts".
- Ets tu: Aquesta cançó és un cover en espanyol de Belanova del tema What l've Been Looking For (interpretat per Sharpay i Ryan en la pel·lícula). Aquesta nova interpretació va ser utilitzada per a un videoclip que formava part d'una propaganda en Disney Channel sobre la pel·lícula.
- No Deixis de Somiar: Una versió en espanyol de Breaking Free interpretada per Conchita.
- Només s'ha d'intentar: una altra versió en espanyol de Breaking Free pea Llatinoamèrica Interpretat per Dany i Flor, del Zapping Zone

## Posicions als charts
| Chart (2006)                  | Companyia           | Posició més alta | Certificació            | Ventes    |
| ----------------------------- | ------------------- | ---------------- | ----------------------- | --------- |
| The Billboard 200 (E.U.A.)    | Billboard           | 1(x2)            | 3x Platino (RIAA)       | 3.098.099 |
| UK Top 200 Àlbums             | BPI                 | 1                | 1x Platino (BPI)        | 1.200.000 |
| Top 100 Àlbums de l'Argentina | Universal           | 1                | 3x Platino (CAPIF)      | 120.000   |
| Top 100 Àlbums de Mèxic       | Universal           | 1                | Oro (AMPROFON)          | 50.000    |
| Top 100 Àlbums de Xile        | Universal           | 1                | Oro (Universal Music)   | 7.500     |
| Top 100 Àlbums de Colombia    | Universal           | 1                | Oro (IFPI)              | 10.000    |
| Perú Top 20                   | Phantom Music Store | 1(x9)            | Pendiente               | Pendiente |
| Top 50 Àlbums d'Austràlia     | EMI                 | 1                | Platino (ARIA)          | 70.000    |
| Top 50 Àlbums de Nova Zelanda | EMI                 | 1                | Platino (RIANZ)         | 15.000    |
| Top 100 Àlbums d'Espanya      | EMI                 | 4                | 2x Platino (PROMUSICAE) | +200.000  |

Nou cançons de la banda sonora van estar en el Billboard Hot 100 (els següents són els llocs més alts):
| Cançó                                | Cantant(s)                                      | Llista d'èxits    | Lloc més alt |
| ------------------------------------ | ----------------------------------------------- | ----------------- | ------------ |
| Bop to the Top                       | Lucas Grabeel i Ashley Tisdale                  | Hot Digital Songs | 29           |
| Bop to the Top                       |                                                 | Pop 100           | 45           |
| Bop to the Top                       |                                                 | Billboard Hot 100 | 61           |
| Breaking Free                        | Andrew Seeley, Zac Efron i Vanessa Anne Hudgens | Hot Digital Songs | 1            |
| Breaking Free                        |                                                 | Billboard Hot 100 | 4            |
| Breaking Free                        |                                                 | Pop 100           | 6            |
| Get'cha Head in the Game             | Andrew Seeley                                   | Hot Digital Songs | 6            |
| Get'cha Head in the Game             |                                                 | Billboard Hot 100 | 23           |
| Get'cha Head in the Game             |                                                 | Pop 100           | 23           |
| Start of Something New               | Zac Efron, Andrew Seeley i Vanessa Anne Hudgens | Hot Digital Songs | 7            |
| Start of Something New               |                                                 | Billboard Hot 100 | 28           |
| Start of Something New               |                                                 | Pop 100           | 30           |
| Stick to the Status Quo              | Reparto de High School Musical                  | Hot Digital Songs | 16           |
| Stick to the Status Quo              |                                                 | Pop 100           | 37           |
| Stick to the Status Quo              |                                                 | Billboard Hot 100 | 43           |
| We're All in This Together           | Reparto de High School Musical                  | Hot Digital Songs | 9            |
| We're All in This Together           |                                                 | Pop 100           | 32           |
| We're All in This Together           |                                                 | Billboard Hot 100 | 34           |
| What I've Been Looking For           | Lucas Grabeel i Ashley Tisdale                  | Hot Digital Songs | 11           |
| What I've Been Looking for           |                                                 | Pop 100           | 34           |
| What I've Been Looking for           |                                                 | Billboard Hot 100 | 35           |
| What I've Been Looking for (Reprise) | Andrew Seeley i Vanessa Anne Hudgens            | Hot Digital Songs | 33           |
| What I've Been Looking for (Reprise) |                                                 | Pop 100           | 54           |
| What I've Been Looking for (Reprise) |                                                 | Billboard Hot 100 | 66           |
| When There Was Me and You            | Vanessa Anne Hudgens                            | Hot Digital Songs | 34           |
| When There Was Me and You            |                                                 | Pop 100           | 55           |
| When There Was Me and You            |                                                 | Billboard Hot 100 | 71           |

### Rànquings iTunes
Els següents són els llocs més alts als quals va arribar cada cançó en l'iTunes Top 100: 
- Start of Something New - #6
- Get'cha Head in the Game - #3
- What I've Been Looking For - #6
- What I've Been Looking For - #19
- Stick to the Status Quo - #11
- When There Was Em and You - #22
- Bop to the Top - #15
- Breaking Free - #1
- We're All in This Together - #7

### Posicions Billboard 200 EUA
| Setmana | 1   | 2  | 3  | 4  | 5  | 6  | 7  | 8  | 9  | 10 | 11 | 12 | 13 | 14 | 15 | 16 | 17 | 18 | 19 | 20 | 21 | 22 | 23 | 24 | 25 | 26 | 27 | 28 | 29 | 30 |
| Posició | 143 | 58 | 10 | 13 | 13 | 6  | 1  | 2  | 3  | 1  | 2  | 3  | 4  | 4  | 3  | 7  | 4  | 7  | 4  | 2  | 2  | 5  | 4  | 6  | 9  | 8  | 7  | 5  | 6  | 11 |
| Setmana | 31  | 32 | 33 | 34 | 35 | 36 | 37 | 38 | 39 | 40 | 41 | 42 | 43 | 44 | 45 | 46 | 47 | 48 | 49 | 50 | 51 | 52 | 53 | 54 | 55 | 56 | 57 | 58 | 59 | 60 |
| Posició | 14  | 18 | 19 | 23 | 20 | 25 | 33 | 38 | 40 | 43 | 43 | 45 | 34 | 37 | 36 | 27 |    |    |    |    |    |    |    |    |    |    |    |    |    |    |

## Premis
| Data       | Event                  | Categoria           |
| ---------- | ---------------------- | ------------------- |
| 04/12/2006 | Billboard Music Awards | Millor Banda Sonora |